# Androcymbium hughocymbion
Androcymbium hughocymbion är en tidlöseväxtart som beskrevs av U.Müll.-doblies och D.Müll.-doblies. Androcymbium hughocymbion ingår i släktet Androcymbium och familjen tidlöseväxter. Inga underarter finns listade i Catalogue of Life.